# Комп'єнське перемир'я 1918

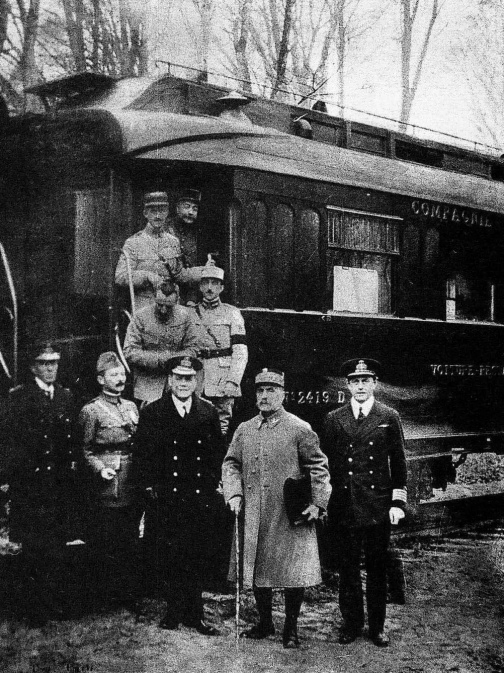
Фотографія зроблена після досягнення угоди про перемир'я, яким було завершено Першу світову війну. На фото — власний вагон Фердинанда Фоша (другий праворуч) в лісі Комп'єні

Комп'єнське перемир'я (фр. Armistice de Compiègne, нім. Waffenstillstand von Compiègne) — договір від 11 листопада 1918 року про припинення воєнних дій між Антантою і Німецькою імперією, що ознаменував завершення Першої світової війни. Більшість положень перемир'я розвинуто у Версальському мирному договорі.

## Передумови
Німецьке командування, зібравши сили, намагалося розбити британців та французів до вступу у війну США. З кінця березня до початку червня німці провели на заході три наступальні операції. У них були деякі переваги та бракувало адекватної оцінки противника. Пожертвувавши сотнями тисяч своїх солдатів, вони перейшли річку Марну і наблизились до Парижа. Столицю Французької республіки взялись обстрілювати із далекобійних гармат («Велика Берта»), бомбардували за допомогою авіації. Ці руйнування не могли поліпшити становище Німецької імперії. Готуючись до захисту союзники обрали єдиного командувача всіх їхніх сил — французького маршала Фердинанда Фоша. Лінія оборони прогнулася, але не прорвалася. Німецькі резерви було вичерпано. На фронт з Німецької імперії гнали навіть підлітків. Зневірені в усьому солдати погано слухались командирів. Блокада з моря, змушувала страждати не лише німецьких солдатів, що не мали харчів і набоїв, а також їхні сім'ї на батьківщині. Дух німців помітно спав. Німецький наступ захлинувся в крові.
18 липня союзники рушили у наступ, відкинули німців від Марни і більше не випускали ініціативи. Остаточного удару німецьким військам було завдано союзниками біля Ам'єна 8 серпня. У бій було кинуто 450 танків, німці відступали до Ам'єна. За один день було знищено 16 німецьких дивізій. Американська армія висаджувалася на узбережжях Франції цілодобово. У жовтні 1918 року у Французькій республіці вже було розгорнуто американську армію чисельністю понад 1,75 млн осіб. Хоча насправді американські війська і не були найбоєздатнішою частиною армії союзників, сама їх присутність справляла величезне враження та піднімала бойовий дух втомлених війною солдатів Антанти і навпаки позбавляло Німеччину звести війну в нічию через взаємне виснаження сторін. Німці вже зрозуміли свою поразку, але ще сподівалися укласти мир на прийнятних для Німеччини умовах. Командуючий німецькою армією генерал-фельдмаршал фон Гінденбург заявив імператору Вільгельму про доцільність укладення миру, поки війська розташовані на території противника.
15 вересня 1918 року війська Антанти прорвали Балканський фронт, а 27 вересня розгорнули широкий наступ на Західному фронті. Не чекаючи кроків Німецької імперії, 29 вересня капітулювало Болгарське царство. За місяць запросила миру Австро-Угорська імперія, головний союзник Німецької імперії — імперія Габсбургів почала розвалюватись. 30 жовтня 1918 року про розрив з австрійцями та проголошення незалежності оголосила Угорщина. В цей же день чехи та словаки заявили про створення об'єднаної Чехословацької республіки, яка була одразу ж визнана США та країнами Антанти. 30 жовтня 1918 року під тиском британських військ вийшла з війни й Османська імперія. Лідери младотурецького уряду втекли зі Стамбулу на німецькому підводному човні. Невдовзі їм оголосили смертний вирок. Влада в країні перейшла до рук султанського уряду.
Загроза перенесення військових дій на територію Німецької імперії робила небезпечним і навіть безглуздим опір військам Антанти, які вели успішні військові дії на Західному фронті. Негативний вплив на становище Німецької імперії також справила зростаюча політична та економічна криза в країні, а також втрата нею основних союзників. Оцінивши загрозливість ситуації, німецьке верховне командування в ультимативній формі поставило вимогу імператору припинити війну і запобігти вибуху революції. Уряд Німеччини звернувся до американського президента з проханням про перемир'я та укладення миру. Вільсон погодився розпочати переговори при умові відведення німецьких військ з захоплених територій та зречення кайзера. Проте спроби нового німецького уряду на чолі з принцом Максом Баденським у жовтні 1918 року досягти за допомогою США прийнятних умов перемир'я на основі «14 пунктів» Вільсона, з огляду на жорстку позицію Французької республіки, Великої Британії та Королівства Італія, успіху не мали.
Поки в Берліні роздумували, в місті Кілі 3 листопада повстали військові моряки. Вони обурювалися спробою командування кинути їх в останній бій. Для захисту своїх інтересів моряки створили першу в Німеччині Раду. У Берліні на боротьбу піднялись робітники. В результаті Листопадової революції монархія була повалена. Імператор Вільгельм II зрікся престолу. У Берліні сформували республіканський уряд, на який і покладалося завдання завершити війну.

## Переговори
6 листопада президент США повідомив, що маршал Фердинанд Фош уповноважений прийняти представників німецького командування. Наступного дня німецька делегація на чолі з міністром Матіасом Ерцбергером під білим прапором перетнула лінію фронту. Далі залізницею вона прибула на станцію Ретонд у Комп'єнському лісі, де стояв штабний вагон маршала Фоша. Тим часом революційна хвиля не вщухала і 9 листопада Німеччина була проголошена республікою. Канцлер Максиміліан Баденський оголосив про зречення кайзера, який втік у нейтральну Голландію. Влада перейшла до соціал-демократа Еберта. Переговори у Комп'єнському лісі велись від імені нового уряду. В ультимативній, принизливій для німецьких делегатів формі союзники виставили низку умов. За умовами перемир'я, запропонованими німецькій делегації, Німеччина мала взяти на себе такі зобов'язання:
- очистити за 15 днів зайняті території в Бельгії, Французької республіки, Люксембургу;
- покинути Ельзас-Лотарингію; звільнити території Росії і Королівства Румунія;
- вивести війська з Австро-Угорщини й Османської імперії;
- видати Антанті 5 тисяч важких і польових гармат, 30 тисяч кулеметів, 2 тисячі літаків, 5 тисяч локомотивів тощо;
- видати 6 дредноутів, 8 важких крейсерів, 10 крейсерів і 300 підводних човнів, інші судна роззброювались.

Антанта мала зайняти військами лівий берег Рейну, причому утримування окупаційної армії покладалось на Німеччину. Крім того, Німеччина повинна була відмовитись від Брест-Литовського і Бухарестського договорів. Війська в Східній Африці повинні були здатися. Військовополонені, захоплені німцями, мали повернутись на батьківщину, тоді як німецькі військовополонені залишались у полоні. Передбачалось й подальше збереження блокади Німеччини. Німецька делегація робила спроби пом'якшити вимоги капітуляції, розігруючи карту «більшовицької небезпеки». Їй вдалося домогтися незначних поступок, головним чином щодо кількості озброєння, що мало бути передано переможцям, але в головних вимогах умови капітуляції збереглися. Водночас союзне командування погодилось тимчасово залишити німецькі війська в Україні й Прибалтиці. Термін перемир'я становив 36 днів. Згодом ще тричі переукладалось.

## Договір
На світанку 11 листопада 1918 року у Комп'єнському лісі, у штабному вагоні командуючого військами Антанти французького маршала Фоша німецька делегація на чолі зі статс-секретарем закордонних справ Ерцбергером підписала перемир'я, запропоноване союзним командуванням. Об 11 годині ранку пролунав сигнал «Припинити вогонь!». Німеччина визнала себе переможеною. Воєнні дії припинялися. Перша світова війна закінчилася. У 34-х статтях цього документа було окреслено умови й термін перемир'я.
Німеччина повинна була вивести війська і усіх окупованих нею територій інших держав, а також із союзних їй країн та зі Східної Африки. Обумовлювалось і те, що з Російських територій війська будуть виводитись поступово, в спеціально встановлений термін, для того, щоб не допустити їх негайного зайняття Червоною Армією. Крім того, перемир'я передбачало евакуацію збройних сил Німеччини з Ельзасу та Лотарингії, а також з територій по лівому березі Рейну. По правому берегу Рейну встановлювались демілітаризовані зони. Військовополонені союзних армій повинні були бути негайно звільнені. Німеччина зобов'язувалась передати за особливим списком державам Антанти військове спорядження, підводні човни, літаки. Німецький флот підлягав роззброєнню та розпуску. Вся захоплена німцями бельгійська скарбниця, а також отримане ними в рахунок контрибуції російське та румунське золото передавалось союзникам. Всі угоди, укладені раніше Німеччиною з іншими державами, оголошувались недійсними. Це положення мало пряме відношення і до Берестейського договору. 13 листопада 1918 року Радянська Росія оголосила про його анулювання.

## Наслідки та сприйняття

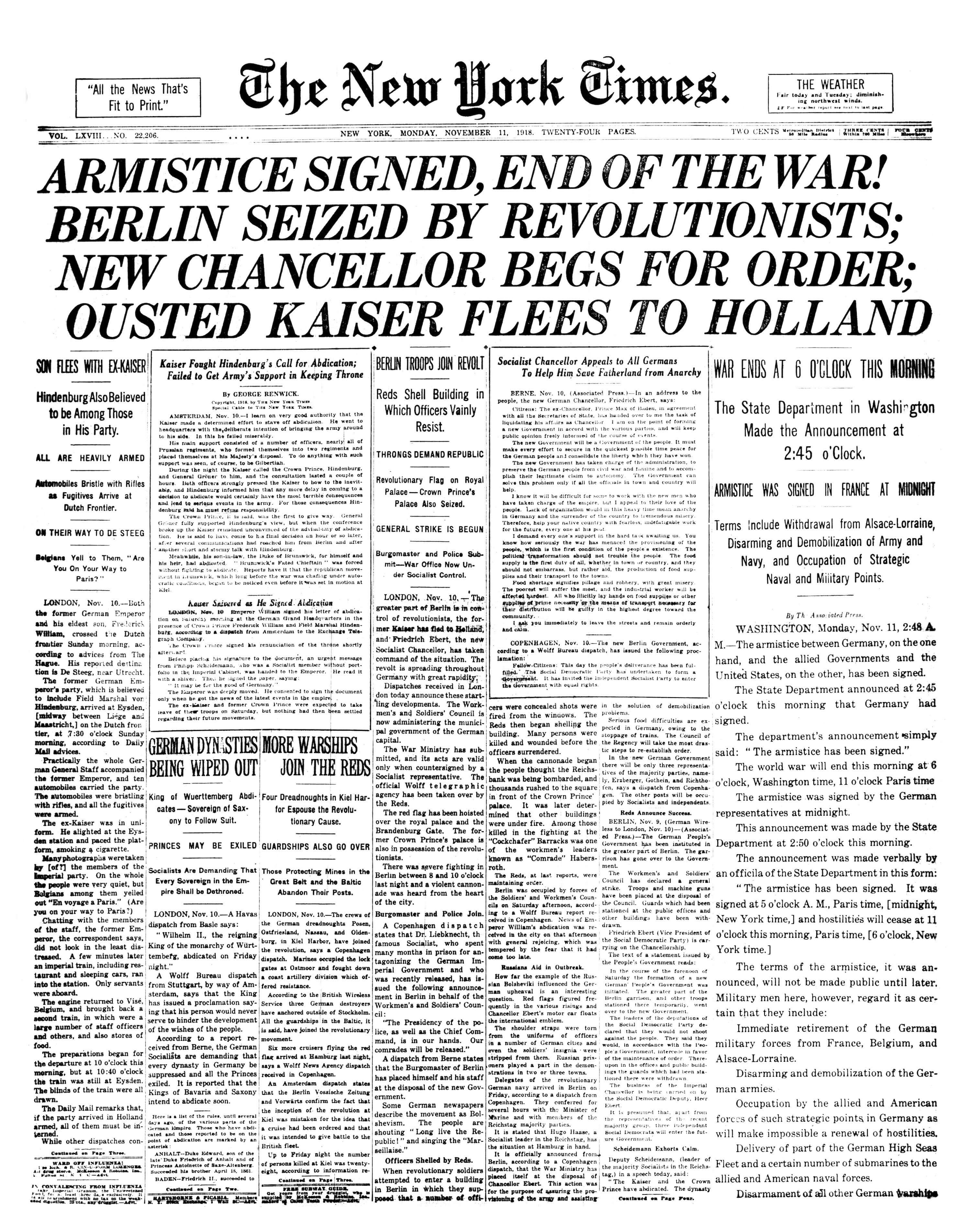
Перша сторінка New York Times в День перемир'я, 11 листопада 1918 року.

Комп'єнське перемир'я, більше схоже на капітуляцію Німецької імперії, сприймалося у Французькій республіці, як торжество історичної справедливості та як вияв її військової могутності і провідної ролі у світі. Всі політичні організації Третьої республіки підтримували тезу, що демократична Франція винесла на своїх плечах основний тягар війни та заплатила за відданість цим принципам життями своїх найкращих синів. Не дивно, що популярним було гасло «Боші за все заплатять». «Дух перемоги» активно використовувався французькими правлячими колами та урядом Жоржа Клемансо (листопад 1917 року — січень 1920 року) для обґрунтування їхнього лідерства на Паризькій мирній конференції.
В Німеччині Комп'єнське перемир'я сприйняли як національне приниження, та хоч країна була занадто виснажена, щоб боротися далі, але німці помстилися за нього під час Другої світової війни, демонстративно змусивши підписати французів Комп'єнське перемир'я 1940 року в тому ж «вагоні Фоша».

## Відзначання
У багатьох країнах колишньої антинімецької коаліції 11 листопада є державним святом і відзначається під різними назвами. Наприклад, у США це «День ветеранів», у Франції, Бельгії та Новій Зеландії — «День перемир'я», у Великій Британії, Канаді, Австралії — день поминання загиблих у Першій світовій війні.
У 2009 році, через 91 рік після завершення Першої світової війни, лідери Франції та Німеччини разом відзначать день її закінчення.